# Comuna Bohdano-Nadejdivka, Peatîhatkî
Bohdano-Nadejdivka (în ucraineană Богдано-Надеждівка) este o comună în raionul Peatîhatkî, regiunea Dnipropetrovsk, Ucraina, formată din satele Bohdano-Nadejdivka (reședința), Kalînivka, Kultura, Mîroliubivka și Poltavo Boholiubivka.

## Demografie
Componența lingvistică a satului Bohdano-Nadejdivka
     Ucraineană (91,15%)
     Rusă (7,07%)
     Alte limbi (1,61%)
Conform recensământului din 2001, majoritatea populației satului Bohdano-Nadejdivka era vorbitoare de ucraineană (91,15%), existând în minoritate și vorbitori de rusă (7,07%).